# 하비브 뱅크 플라자
하비브 뱅크 플라자(우르두어: حبیب بینک پلازہ)는 파키스탄 카라치에 위치한 마천루이다.

## 같이 보기
- 파키스탄의 경제
- 파키스탄의 마천루 목록
- 카라치의 마천루 목록